# امان‌الله میرزا قاجار
امان‌الله میرزا قاجار (ترکی آذربایجانی: Əmənulla mirzə Qovanlı-Qacar; ۸ ژانویهٔ ۱۸۵۷ – ۱۹۳۷) شاهزاده سلسله قاجار بود. وی همچنین با درجه سرلشکر از فرماندهان ارتش‌های امپراتوری روسیه و جمهوری خلق آذربایجان بود.

## زندگی‌نامه

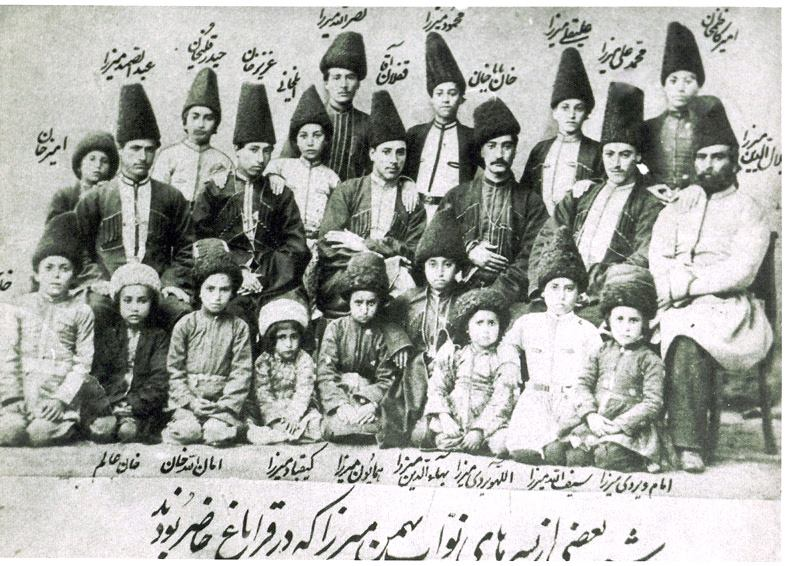
صف اول، سوم از سمت چپ

امان‌الله میرزا قاجار ۸ ژانویه سال ۱۸۵۷ در شهر شوشی امپراتوری روسیه (امروز جمهوری آذربایجان) متولد شد. وی هفدهمین فرزند بهمن میرزا از یکی از همسران کمسن ساهزاده بود.

## فعالیت

### ارتش امپراتوری روسیه
امان‌الله میرزا قاجار در تاریخ ۱۹ ژوئیه سال ۱۸۷۹ در هنگ ۱۶۴ پیاده‌نظام زاقاتالا خدمت نظامی اش را شوع کرد. در سال ۱۸۸۳ به درجه نظامی ستوان دوم ارتقا یافت. در ۲۰ نوامبر ۱۸۸۶ به گردان دوم قزاق‌های «کوبان» منتقل شد. در ۹ ماه مه ۱۹۰۲ به درحه نظامی یساول ارتقا پیدا کرد. در ۱۶ آوریل ۱۹۰۹، فرمانده ارتش یساول گردان نهم «کوبان پلاستون» تعیین شد.

## = حضور در جنگ جهانی اول
در جریان جنگ جهانی اول امان‌الله میرزا قاجار در سمت جبهه اتریش حضور داشت. از وی به خاطر عملکردش در نبردها با اهدای نشان آنای مقدس درجه ۲ همراه با شمشیرها، «نشان ولادیمیر مقدس» درجه ۳ با شمشیرها و «نشان ستانیسلاوس مقدس» درجه ۳ تقدیر به عمل آمد. در ۲۵ آوریل سال ۱۹۱۵ به درجه سرهنگ نائل شد. بعداً به دلیل زخم شدید در ناحیه پا برای مداوا به جبهه عقب فرستاده شد. یک سال بعد به جبهه مقدم بازگشت. به همران گردان خود در نبردها بر سر روستای «مرهانوفکا» جنگید. سنگرهای دشمن را تصرف کرد و تعدادی از نیروهای نظامی دشمن را کشت. در ۵ نوامبر سال ۱۹۱۶ که نبردها هنوز در جریان بود، به امان‌الله میرزا قاجار شمشیر طلای گئورگی مقدس اهدا شد. در سال ۱۹۱۷ به درجه سرلشکر ارتقا یافت. پس از وقوع انقلاب فوریه ابتدا در تفلیس و بعد در شوشی اقامت گزید.

### جمهوری خلق آذربایجان
بعد از سازماندهی اولین ارتش جمهوری تازه تأسیس خلق آذربایجان، امان‌الله میرزا قاجار در ۱ دسامبر سال ۱۹۱۸ گزارشی را با درخواست پذیرش در نیروهای مسلح به وزارت دفاع تازه تأسیس ارسال کرد. در ۲۷ ژانویه سال ۱۹۲۰ به سمت معاون فرمانده لشکر یکم پیاده‌نظام جمهوری خلق آذربایجان و رئیس پادگان‌های ارتش جمهوری خلق آذربایجان در شهرهای خانکندی و شوشی منصوب شد.

### ایران
به دنبال سقوط جمهوری خلق آذربایجان، امان‌الله میرزا قاجار به دلیل سرکوب‌های بلشویک‌ها مجبور شد راه ایران را در پیش بگیرد. آنجا در یک مدرسه عالی نظامی تدریس کرد و در ایجاد اولین ارتش ایران حضور یافت. سپس به عنوان نماینده به مجلس ملی ایران راه یافت و ریاست انجمن دوستی ایران و شوروی را عهده‌دار شد
.
امان‌الله میرزا قاجار در سال ۱۹۳۷ در شهر تهران درگذشت.